# Сюлонер-Юм'я
Сюлоне́р-Юм'я́ (рос. Сюлонер-Юмья) — присілок в Кізнерському районі Удмуртії, Росія.
Населення становить 47 осіб (2010, 65 у 2002).
Національний склад (2002):
- удмурти — 89 %

Урбаноніми:
- вулиці — Дружня